# Omul spectacol
Omul spectacol (în engleză The Greatest Showman) este un film muzical dramatic din 2017 regizat de Michael Gracey (debut regizoral), scris de Jenny Bicks și Bill Condon;  cu Hugh Jackman, Zac Efron, Michelle Williams, Rebecca Ferguson, Zendaya și Keala Settle în rolurile principale. Cu nouă melodii originale ale lui Benj Pasek și Justin Paul, filmul a fost inspirat din povestea creării de către P. T. Barnum a Muzeului American al lui Barnum și a vedetelor care erau atracții la acest muzeu.

## Distribuție
- Hugh Jackman - P. T. Barnum, un showman și antreprenor ambițios
  - Ellis Rubin - Tânărul Barnum
    - Ziv Zaifman oferă vocea cântătoare a tânărului Barnum[4]
- Zac Efron - Phillip Carlyle, un dramaturg care devine partenerul lui Barnum
- Michelle Williams - Charity Hallett-Barnum, soția lui P. T. Barnum
  - Skylar Dunn - tânăra Charity
- Rebecca Ferguson - Jenny Lind, o celebră cântăreață suedeză cunoscută ca „Privighetoarea suedeză”
  - Loren Allred oferă vocea cântătoare a lui Lind.[5]
- Zendaya - Anne Wheeler, un acrobat, un trapezist, sora mai mică a lui W.D. și interesul amoros al lui Phillip.
- Keala Settle - Lettie Lutz, o femeie cu barbă.
- Yahya Abdul-Mateen II - W. D. Wheeler, un acrobat și fratele mai mare al lui Anne
- Natasha Liu Bordizzo - Deng Yan, un acrobat chinez și specialist în lame
- Paul Sparks - James Gordon Bennett, fondatorul, editorul și redactorul New York Herald
- Sam Humphrey - Charles Stratton, un  pitic cunoscut și sub numele său de scenă General Tom Thumb
- Fredric Lehne - Benjamin Hallett, tatăl lui Charity și socrul lui Barnum
- Gayle Rankin - Regina Victoria
- Eric Anderson - Domnul O'Malley, un fost hoț de buzunare pe care Barnum îl angajează la circ
- Byron Jennings - domnul Carlyle, tatăl lui Phillip
- Betsy Aidem - doamna Carlyle, mama lui Phillip
- Damian Young - Domnul Winthrop
- Tina Benko - Doamna Winthrop
- Will Swenson - Philo Barnum, un croitor și regretatul tată al lui P. T. Barnum
- Radu Spinghel - O'Clancy, omul înalt bazat pe „căpitanul” George Auger
- Luciano Acuna Jr. - The Dog Boy, bazat pe Fedor Jeftichew
- Caoife Coleman și Mishay Petronelli - gemenii Albino.
- Danial Son și Yusaku Komori - Chang și Eng Bunker, Gemenii Siamezi
- Daniel Everridge - Lord of Leeds, un om gras
- Shannon Holtzapffel - Căpitanul Constentenous, Omul Tatuat